# MasterChef (Italia)
MasterChef Italia es un programa de televisión gastronómico italiano que busca al mejor cocinero amateur del país. El formato está basado en un espacio de televisión británico de cocina con el mismo título y emitido por BBC desde 1990. La producción del programa corre a cargo de Sky Uno en colaboración con Magnolia. El programa no tiene conductores pero es relatado por las voces de Simone D'Andrea y Luisa Ziliotto, por otro lado están los jueces Carlo Cracco, Joe Bastianich, Bruno Barbieri, (desde la 5° edición) Antonino Cannavacciuolo, Antonia Klugmann (7° edición) y (desde la 8° edición) Giorgio Locatelli.
La primera temporada se estrenó el 21 de septiembre de 2011, siendo el ganador Spyros Theodoridis este masterchef se caracteriza por las mentadas de madre que reciben los participantes y eso les da rating.

## Formato
El programa lleva un formato que consta de pruebas fijas en las que ocurren varios sucesos para tener como resultado una eliminación cada programa.
- Preliminares: De todos los cocineros aficionados que audicionaron en todo el país, cientos son elegidos para cocinar su plato base a los tres jueces. Cada juez prueba el platillo y da su opinión antes de votar "sí" o un "no". Al recibir dos votos "sí" ganan automáticamente un delantal blanco MasterChef.
- Mystery box: Los concursantes recibirán un número de ingredientes con los que deben a hacer un platillo a su gusto. Los concursantes utilizan cualquier cantidad de los ingredientes que desee, y tienen la libertad de omitir los ingredientes que deseen. Una vez que los platos son terminados, los jueces eligen los tres platillos de mejor calidad y uno de ellos debe elegir los ingredientes en la prueba de eliminación.
- Sfida esterna: Esta prueba se realiza fuera de las cocinas de MasterChef los concursantes se dividen en dos equipos, amarillo y rojo, que consisten en números iguales y se les da una tarea. Los capitanes deberán elegir la receta que van a cocinar y a los concursantes que lo ayuden. Después de completar con todos los platillos, la gente elige que comida fue mejor y el equipo perdedor se tendrá que enfrentar a la siguiente prueba.
- Pressure test: El equipo ganador observará a sus compañeros que han perdido. El equipo perdedor deberá cocinar la receta indicada por el jurado. El jurado «deliberará» y el dueño/a del «peor» plato abandonará el programa definitivamente.
- Invention test: El jurado tendrá que decir qué plato va a ser elaborado por los aspirantes.

## Jurado
- Bruno Barbieri: Su cocina es extremadamente sensible, atractiva, creativa, experimental y provocadora en el punto correcto, recoge elogios de todas partes. Autor de numerosos libros, entre ellos uno dedicado a la cocina sin gluten. En 2012 se trasladó a Londres, donde abrió el restaurante Cotidie, símbolo de la cocina italiana.

- Carlo Cracco: En 1986 comenzó su carrera profesional y la formación en Milán, su primer restaurante italiano en llegar a las tres estrellas fue Michelin. En un breve periodo viaja a Francia para seguir ejerciendo como chef profesional. De vuelta en Italia se convierte en el primer chef en la Enoteca Pinchiorri; gracias al chef Vicenza Enoteca al obtener tres estrellas para Michelin.

- Joe Bastianich: Nacido en Astoria (Queens) es un chef y empresario con 24 restaurantes italianos activos en Los Ángeles y Hong Kong. Junto con el chef Mario Batali, abrió el restaurante y bar de vinos Santa que gana tres estrellas en el New York Times. También en colaboración con Batali, Bastianich ha abierto 11 restaurantes en Nueva York, incluyendo Del Posto, único restaurante italiano con cuatro estrellas en el New York Times y el primero en recibir esta calificación en los últimos 36 años.

- Antonino Cannavacciuolo: Nacido en Vico Equense, Nápoles. Estudió en la escuela local de hostelería, obteniendo su título en 1994.Trabajó en un principio en la península de Sorrento, en restaurantes franceses de la región de Alsacia, el Auberge de Ill de Illhaeusern, el Buerehiesel de Estrasburgo y en el restaurante del Grand Hotel Quisisana en Capri. Junto a su esposa lleva la gestión de la Villa Crespi, en Orta San Giulio, en el Lago de Orta. En 2003 Cannavacciuolo recibió su primera estrella Michelin y en 2006 fue galardonado con la segunda.

## Audiencias
| Temporada                   | Año  | Espectadores |
| --------------------------- | ---- | ------------ |
| Primera temporada           | 2011 | 349.061      |
| Segunda temporada           | 2012 | 677.301      |
| Tercera temporada           | 2013 | 1.007.000    |
| Primera temporada júnior    | 2014 | 612.284      |
| Cuarta temporada            | 2014 | 1.145.000    |
| Segunda temporada júnior    | 2015 |              |
| Quinta temporada            | 2015 | 1.191.000    |
| Tercera temporada júnior    | 2016 |              |
| Sexta temporada             | 2016 | 1.285.000    |
| Primera temporada Celebrity | 2017 |              |
| Séptima temporada           | 2017 | 932.000      |
| Segunda temporada Celebrity | 2018 |              |
| Primera temporada All Stars | 2018 |              |
| Octava temporada            | 2019 | 753.000      |
| Novena temporada            | 2019 | 785.000      |
| Decima temporada            | 2020 | 922.000      |
| Undécima temporada          | 2021 | 715.000      |
| Duodecima temporada         | 2022 | 806.000      |
| Decimotercera temporada     | 2023 | 811.000      |